# Bicêtre

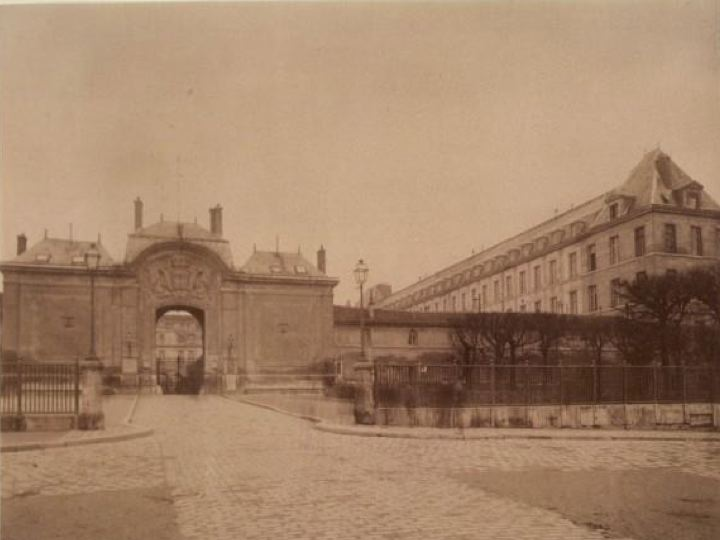
Entrada principal el 1901

Bicêtre és un antic hospital francès situat en l'actual municipi de Kremlin-Bicêtre.
El 1633, el rei Lluís XIII de França hi va fer construir un hospital per als militars invàlids. Més tard es convertí en un manicomi i després en una presó.

## Toponímia
El nom de Bicêtre prové del fet que la fortalessa havia estat construïda sobre els terrenys del bisbe de Winchester (francitzat com Vincestre, després com Bicestre…).

## Història
Va ser a Bicêtre on el tapisser Guilleret inventà la camisa de força l'any 1770. També aquí es va fer, el 17 d'abril de 1792, el primer assaig de la guillotina, sobre corders vius i després sobre els cadàvers de tres rodamons.
- Jacques Roux — cèlebre personatge dels « enragés », es va suïcidar a Bicêtre per escapar de la guillotina.

## En la literatura
Bicêtre és l'escenari de la cèlebre novel·la de Victor Hugo, Le Dernier Jour d'un condamné.
- Bicêtre se cita sovint a La Comédie humaine d'Honoré de Balzac, en particular dins Ferragus
- En quatre capítols de la novel·la Les Mystères de Paris, Eugène Sue descriu les condicions dels malalts i el darrer dia dels condemnats a Bicêtre.
- Georges Brassens utilitza per metonímia Bicêtre per significar l'hôpital en dues de les seves cançons: L'Ancêtre i Le Boulevard du temps qui passe